# Maestro di Palazzo Venezia

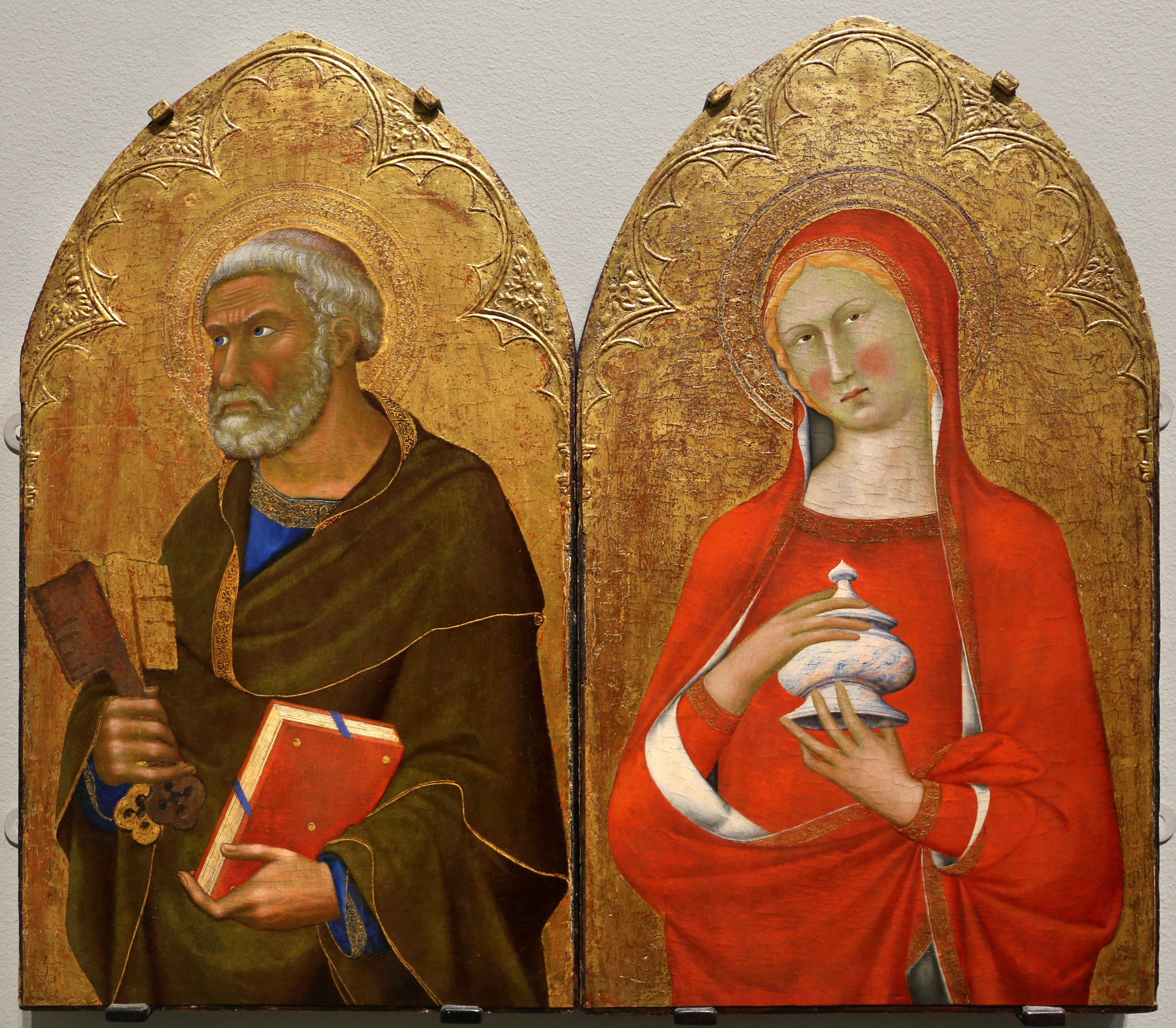
Santi Pietro e Maddalena nella National Gallery di Londra

Il Maestro di Palazzo Venezia, o Maestro della Madonna di Palazzo Venezia (... – seconda metà XIV secolo), è stato un pittore italiano di scuola senese, seguace di Simone Martini e attivo dal 1320 al 1370 circa.

## Opere
La sua personalità artistica venne evidenziata per la prima volta da Weigelt nel 1931, a partire da una Madonna col Bambino nel museo di Palazzo Venezia (oggi nella Galleria nazionale d'arte antica di Palazzo Barberini), proveniente da una collezione privata di Castellammare di Stabia o forse di Chieti. Un anno prima tale dipinto era stato esposto alla Royal Academy di Londra con attribuzione a Simone Martini (Adolfo Venturi, 1904).
Del Martini il Maestro di Palazzo Venezia riprende l'eleganza esecutiva, fondendo il gusto per la linea di contorno sinuosa con volumi composti e stilizzati, assieme a un gusto per i dettagli nei raffinati effetti di colore, nella ricchezza della rappresentazione delle stoffe damascate, nella punzonatura delle aureole. Segnatamente fu uno dei primi maestri a imitare la tecnica dello sgraffito per simulare le trame dei broccati e delle sete, applicata per la prima volta forse proprio dal Martini.
De Benedictis (1968) ipotizzò che il maestro si associò alla bottega del Martini a Orvieto verso il 1320-25, collaborando alla realizzazione del polittico per la chiesa di San Francesco (oggi nel locale Museo dell'Opera del Duomo, con scomparti anche alla National Gallery of Canada, al Musée du petit Palais di Avignone e, forse, in collezione Berenson a Settignano).
Alla Madonna romana sono stati associati, come possibili scomparti di un polittico smembrato, un San Pietro e una Maria Maddalena nella National Gallery di Londra e un San Paolo in collezione privata. Altri dipinti a lui attribuiti sono una Madonna col Bambino in trono (Firenze, collezione Berenson), i Santi Vittore e Caterina di Copenaghen (Statens Museum for Kunst), lo Sposalizio mistico di santa Caterina (pinacoteca nazionale di Siena, dallo Spedale di Santa Maria della Scala di Siena), e gli scomparti di polittico con i santi Giovanni Battista, Giovanni Evangelista, Paolo e Caterina d'Alessandria sempre nella pinacoteca nazionale di Siena.
Forse il maestro seguì il Martini ad Avignone, e Leone de Castris (1988) ipotizzò anche che potesse essere identificato col fratello di Simone, Donato Martini. Altri nomi usati dalla critica, senza però giungere a un accordo, sono Lippo Memmi, di Barna da Siena o il Maestro della Madonna Strauss.